# Így neveld a sárkányodat 3.
Az Így neveld a sárkányodat 3. (eredeti cím: How to Train Your Dragon: The Hidden World) 2019-ben bemutatott amerikai 3D-s számítógépes animációs fantasyfilm, amely az Így neveld a sárkányodat-trilógia harmadik és egyben utolsó része. A 36. DreamWorks-film rendezője és írója Dean DeBlois.  producere Bonnie Arnold, zeneszerzője John Powell. A mozifilm készítői a DreamWorks Animation és a Mad Hatter Entertainment, forgalmazója az Universal Pictures. Ez az első Dreamworks-film, amit a Universal Pictures forgalmaz, miután a stúdió felbontotta korábbi szerződését a 20th Century Fox-szal, ami 2013 és 2017 között forgalmazta a filmjeiket.
Az Amerikai Egyesült Államokban 2019. február 22-én mutatta be a Universal Pictures. Magyarországon egy nappal korábban, február 21-én került mozikba a UIP-Dunafilm forgalmazásában.

## Cselekmény
|  | Alább a cselekmény részletei következnek! |

A történet egy évvel az előző film eseményei után játszódik. Hablaty most már a Hibbant-sziget vezetője, és megvalósította azon álmát, hogy egy békés utópiát teremtett emberek és sárkányok között. Ő, a sárkánya Fogatlan, barátnője Astrid, édesanyja Valka, és a barátai Halvér, Takonypóc, Fafej és Kőfej minél több sárkányt szeretnének megmenteni a sárkányvadászok karmaiból, ám ez Hibbant-sziget folyamatos túlnépesedésével jár. Egy alkalommal, mikor egy vadászhajóról mentenek meg egy tucat sárkányt, találnak egy fehér színű, nőstény Éjfúriát is (ami ugyanúgy néz ki, mint Fogatlan, csak fehér, és képes láthatatlanná is válni), ám nem sikerül kiszabadítaniuk a vadászoktól. Ők elszállítják a sárkányt egy mesterügyességű, mégis kegyetlen sárkányvadásznak, Mogornak, aki, mikor tudomást szerez róla, hogy létezik még egy másik Éjfúria is (Fogatlan) elhatározza, hogy csaliként fogja felhasználni a fehér sárkányt, hogy levadássza őt.
Pár nappal később Fogatlan rátalál a fehér Éjfúriára (vagy, ahogy Astrid nevezi "Fényfúria"), amint szabadon bóklászik Hibbant-szigeten. Nagyon hamar vonzódni kezd hozzá, ám a sárkány mindig elrepül előle, hogyha Hablaty is a közelben van. Azon az éjszakán Mogor látogatását teszi Hablatynál, és felfedi előtte, hogy Fogatlanon kívül már az összes Éjfúriát levadászta, valamint, hogy mennyire természetellenesnek tarja a sárkányok és emberek közötti barátságos kapcsolatot, ennél fogva célja, hogy örökre eltörölje a sárkányokat a Föld színéről. Hibbant-sziget lakóinak biztonságát fenyegeti, hacsak Hablaty nem adja át neki a sárkányát, illetve, hogy elpusztít mindent, amit a fiú szeret. Távozása előtt még porig égeti Hablaty otthonát, ami hamar rádöbbenti Hablatyot arra, hogy ő és a népe többé nincsenek biztonságban a szigeten. Végiggondolván a lehetőségeiket, csak egyetlen megoldást lát a bajra: el kell vinniük a sárkányaikat a titkos világba (egy mitikus hely a világ pereménél, amiről még az apja, Pléhpofa mesélt neki). A titkos világ minden sárkány otthona, így reményeik szerint ott ők is és sárkányaik is biztonságban lesznek.
Útra kelnek hát valamennyien. Útközben egy közeli szigeten ideiglenesen megpihennek, de mivel a sziget elég nagy nekik és sárkányaiknak is, így hamar otthonosan érzik ott magukat. Fogatlan újra találkozik a Fényfúriával, de mivel ő nem hajlandó a közelébe menni, ha Hablaty is ott van, így a fiú fabrikál egy új, fejlesztett pótfarkat a sárkányának, hogy Fogatlan magától is tudjon repülni. Így a Fényfúriával közös sétarepülésre indulnak, mely során mindketten eljutnak a titkos világba.
Valka felfedezi, hogy Mogor egy egész hajóhaddal közelít a szigetük felé, hogy megtámadja őket és a sárkányaikat. Hablaty kieszel egy tervet, hogy ellencsapást mérjenek Mogorra, de az akció balul sül el, és épphogy csak sikerül megmenekülniük Mogor emberei és vérszomjas, idomított sárkányai elől, míg Kőfej a sárkányvadász fogságába esik. Később épségben visszatér a barátaihoz, ám Mogor titokban követi őt, így sikerül megtalálnia a rejtekhelyüket.
Fogatlan huzamosabb elmaradása miatt, Hablaty és Astrid a keresésére indulnak, mely során ők is rálelnek a titkos világra, ahol azt látják, hogy Fogatlan és a Fényfúria békében élnek a többi sárkánnyal együtt. Ám, emberek lévén, a többi sárkány őket itt nem látja szívesen, ezért Fogatlan kénytelen elhagyni a helyet, hogy visszavihesse őket a szigetre. Hablaty rájön, hogy a titkos világban az emberek nem lennének biztonságban, csakis a sárkányok. Úgy dönt, elengedi Fogatlant, hogy hadd éljen tovább a fajtársaival. Amikor a Fényfúria is visszatér hozzájuk, a pillanatot beárnyékolja Mogor és hadseregének érkezése, akik elfogják Fogatlant és a Fényfúriát, majd a többi sárkányt is, és valamennyiüket elviszik a hajóikkal.
Hablaty összezuhan a történtektől, mígnem Astrid biztosítja őt, hogy ő mindig is egy kivételes és rendíthetetlen viking volt, akár vele volt Fogatlan, akár nem. Így hát, a lélekjelenlétét visszanyerve, Hablaty nagyszabású mentőexpedíciót tűz ki a sárkányok megmentéséért. Sikerül utolérniük a távozó hajókat, majd miután Hablaty kiszabadítja a sárkányát, Fogatlan felbátorítja a többi sárkányt is, hogy lázadjanak fel és harcoljanak a szabadságukért. Kezdetét veszi tehát egy mindent elsöprő csata. Mogor közben egy olyan hámot rak a Fényfúriára, amelyet átitat egy egyedi sárkányméreggel, melynek hatására a Fényfúria kizárólag csak az ő parancsának engedelmeskedik. Meglovagolja őt, hogy el tudjon menekülni, ám Hablaty és Fogatlan a nyomába erednek. Amikor utolérik, Hablaty leüti Mogort a Fényfúria hátáról, így elkezdenek az óceán felé zuhanni. Egy utolsó, elgyötört próbálkozásként, hogy bebizonyítsa, nem létezik igaz barátság ember és sárkány között, nyílpuskájával elkábítja Fogatlant, amivel arra kényszeríti Hablatyot, hogy válasszon: vagy saját magát menti meg, és elrepül a Fényfúria hátán, vagy kiszabadítja a sárkányt, hogy az megmentse Fogatlant, de akkor ő maga Mogorral együtt a mélybe zuhan, és meghal. Hablaty a helyes utat választja, leszereli a hámot a Fényfúriáról és Fogatlan megmentésére küldi. Amikor már biztos benne, hogy őt ezáltal eléri a vég, a Fényfúria az utolsó pillanatban visszatér, és megmenti Hablatyot is a becsapódástól. A magára maradt Mogort viszont örökre elnyeli a mélység.
Hablaty a sárkányvadászok elszántságát látva ráébred, hogy a világ jelenleg (még) nem áll készen a sárkányok elfogadására, így jobbnak látja számukra, ha visszatérnek a titkos világba. Nagyon szomorú, hogy el kell búcsúznia Fogatlantól, de tudja, hogy így lesz a legjobb mindkettőjük számára. A vikingek könnyes búcsút vesznek sárkányaiktól, mielőtt végleg elválnak útjaik. A vikingek is és a sárkányok is immár megtalálták valódi otthonukat, ahol békében és biztonságban élhetnek. Ezt követően, Hablaty és Astrid egy ünnepélyes ceremónia keretében összeházasodnak.
Hosszú évekkel később, amikor Hablaty már idősebb, sokat megélt férfi lesz, ő, Astrid és két gyermekük, közösen elhajóznak a világ pereméhez, ahol újra megtalálják a titkos világot, és találkoznak Fogatlannal, a Fényfúriával, és az ő három csemetéjükkel. Mindannyian nagyon örülnek a viszont találkozásnak, amit egy közös repüléssel ünnepelnek meg.
|  | Itt a vége a cselekmény részletezésének! |

## Szereplők
| Szereplő       | Eredeti hang             | Magyar hang      |
| -------------- | ------------------------ | ---------------- |
| Hablaty        | Jay Baruchel             | Hamvas Dániel    |
| Astrid         | America Ferrera          | Csifó Dorina     |
| Mogor          | F. Murray Abraham        | Barbinek Péter   |
| Valka          | Cate Blanchett           | Kéri Kitty       |
| Takonypóc      | Jonah Hill               | Berkes Bence     |
| Kőfej          | Kristen Wiig             | Berkes Boglárka  |
| Fafej          | Justin Ruple             | Baráth István    |
| Halvér         | Christopher Mintz-Plasse | Morvay Bence     |
| Bélhangos      | Craig Ferguson           | Besenczi Árpád   |
| Eret           | Kit Harington            | Czető Roland     |
| Pléhpofa       | Gerard Butler            | Rosta Sándor     |
| Ack            | Robin Atkin Downes       | Varga Rókus      |
| Griselda       | Julia Emelin             | Makay Andrea     |
| Flegma         | Ashley Jensen            | Kokas Piroska    |
| Fiatal Hablaty | AJ Kane                  | Maszlag Bálint   |
| Ragnar         | Ólafur Darri Ólafsson    | Schneider Zoltán |
| Csagatáj kán   | James Sie                | Maday Gábor      |
| Modorgóc       | David Tennant            | Péter Richárd    |